# Флаг греческой Македонии
Флаг Македо́нии (греч. Σημαία της Μακεδονίας, Simea tis Makedonias) — национальный флаг самого большого региона Греции. На голубом фоне изображена золотая Вергинская звезда с 16 лучами, отходящими от неё. Этот флаг совместно используется тремя областями Греции, а именно: Западной, Центральной и Восточной Македониями, их номами, а также и как символ диаспоры греческих македонян. Также используется панмакедонскими движениями в США и Австралии и многочисленными коммерческими предприятиями.

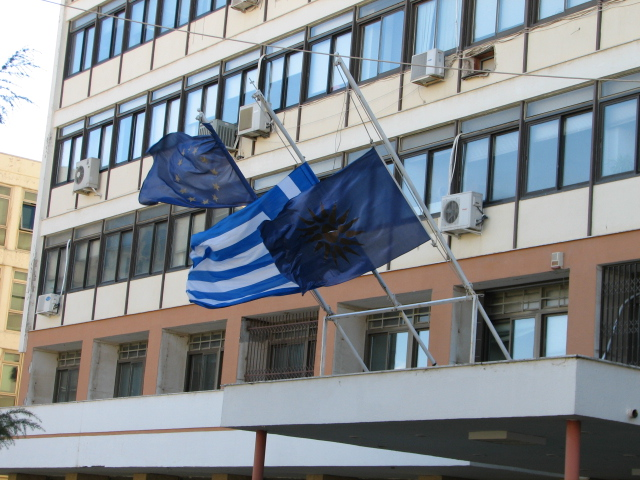
Флаг Македонии на правительственном здании нома Козани, рядом с флагом Европейского союза и флагом Греции.